# 이정미 (정치인)
이정미(李貞味, 1966년 2월 7일 ~ )는 대한민국의 정치인이다. 정의당 비례대표 국회의원이며, 2017년 7월 11일부터 2019년 7월 13일까지 정의당 대표를 지냈다. 대학생이던 1984년 학생운동에 입문한 이후 오랫동안 민족 해방(NL) 계열 노동운동, 사회운동가로 활동했다.
2000년 민주노동당이 창당한 직후 민주노동당 입당을 하여 본격적으로 정당 운동에 뛰어들었다. 2004년 민주노동당 최고위원을 시작으로, 통합진보당과 정의당의 주요 당직을 거쳤다. 2016년 20대 총선에서는 정의당 비례대표 1번으로 출마해 당선했다. 2017년 7월, 당대표 선거에서 박원석 후보를 누르고 당선되었다.

## 생애

### 인천지역 노동운동가
1984년 한국외대 (당시)홍보학과 입학에 투신했다. 이정미는 대학생이 된 후 선배 언니로부터 전태일에 생애에 대한 이야기를 듣고 인생이 바뀌었다고 회고했다. 여름방학 때 이정미는 가두시위에 나섰다가 경찰에 잡혀 5일간 잡혀 있었다. 당시 이정미의 모친은 "학교를 다닐지 데모를 할지 선택하라"고 말했고, 이정미는 "데모를 계속하겠다"며 대학을 중퇴했다.
전태일을 알게 된 겨울 이정미는 구두약 업체인 말표산업에 입사해 노동자의 삶을 처음으로 느꼈다. 1988년에는 인천광역시 주안 6공단에 위치한 영원통신에 입사하면서 본격적으로 노동운동에 투신한다.
당시 이정미는 대학을 중퇴한 상황이었기에 위장취업이라고 하기엔 애매한 상황이었지만, 회사에서는 이정미의 운동권 경력을 알아채고 사실상 퇴사를 종용했다. 왕따 근무와 성희롱을 견디다 못한 이정미는 동료 노동자들과 노동조합을 결성했다. 당시 야당 의원인 서경원이 영원통신 상황을 담당했는데, 밀입북 사건으로 인해 국회의원의 도움도 받기 어렵게 됐다. 그러던 1989년 4월 28일, 영원통신 측에서 노조를 돕던 주안5동성당 백순기 보좌신부를 폭행하는 일이 벌어져 영원통신 노동조합은 사측과 단체교섭을 체결할 수 있었다. 단, 이정미 등 3명의 노동자는 해고됐다.
이후 이정미는 주안공단에서 노조결성을 지원하거나 노동자를 교육하는 등 노동운동을 이어갔다. 한국노동운동단체협의회에서도 활동했다. 2016년 총선 당시 이정미가 발행한 소책자에 의하면, 노동운동을 하던 시절 훗날 인천광역시 남동구청장이 되는 배진교와도 친분을 쌓았다.
1990년대에는 민주주의민족통일전국연합, 반미여성회 등 민족 해방(NL) 계열의 사회단체에서 주로 활동했다. 이정미를 인천지역 노동운동가들을 중심으로 한 인천연합의 일원으로 분류하기도 한다.

### 진보정당 운동
2000년 민주노동당이 창당하자 이정미도 민주노동당에 가입한다. 민주노동당에서 최고위원, 대변인 등을 지냈고, 2011년 통합진보당에서도 대변인, 최고위원 등을 지내는 등 핵심 당직을 거쳤다.
2012년 3월 통합진보당 부정 경선 사건이 터진 이후엔 전국연합 출신인 경기동부연합 성향의 당권파와 달리 비당권파(인천연합, 참여계, 통합연대)에 가세했다. 2012년 5월 강기갑을 중심으로 한 혁신비대위의 비대위원으로 참가했다. 그해 7월 비당권파 측 강기갑이 당대표가 되자 최고위원으로 활동했다. 부정경선 사건에 대한 책임을 지고 통합진보당 선출 비례대표 후보들이 일괄 사퇴했지만 이석기, 김재연 2명은 사퇴하지 않았다. 두 사람에 대한 사퇴가 관철되지 않자 2012년 9월 강기갑 등 신당권파 주요 인사들은 통합진보당을 탈당했고, 이정미도 이 때 강기갑을 따라 탈당했다.
2012년 10월 21일, 통합진보당 탈당파가 진보정의당(훗날 정의당으로 당명 변경)을 창당했고, 이정미는 1기 당지도부 최고위원과 대변인이 됐다. 2013년 7월부터 현재까지 정의당 부대표를 지내고 있으며, 대변인직은 2014년 8월까지 수행했다. 정의당 내에서 이정미는 인천연합 계열의 당원들을 대표하는 위치라 할 수 있다.
정당운동을 하며 이정미는 2004년부터 꾸준히 선거에 나섰다. 2004년 17대 총선에선 민주노동당 비례대표 15번으로 출마했으나 낙선했고, 2008년 18대 총선에선 서울 영등포구갑 지역구에 출마했으나 4위에 그쳤다.
2014년 7월에 열린 국회의원 재보궐선거에 이정미는 경기도 수원병(팔달구 일원) 선거구에 출마했다. 그러나 손학규 새정치민주연합 후보로의 단일화를 연해 중도에 후보직에서 사퇴했다. 하지만 본선에서 손학규가 2위로 낙선해 결과적으로 야권연대는 실패했다.
2016년 20대 총선에서는 비례대표 후보로 출마했다. 2016년 3월 11일 이정미는 당원 2만2147명을 대상으로 한 비례대표 후보 경선에서 여성 1위를 차지해 비례대표 1번에 이름을 올렸다. 같은해 4월 13일 정의당이 정당득표 7.23%를 기록해 이정미는 20대 국회의원 당선자가 됐다.

### 정의당 대표
2017년 7월 11일 당직 선거 개표 결과 이정미 후보가 7171표(56.05%)를 얻어 5624표(43.95%)를 얻은 박원석 후보를 누르고 새 대표로 당선되었다.
당대표 취임 1년차를 맞은 2018년 7월 12일, 초선 비례대표 출신으로 당 대표를 맡으며 젊고 역동적인 당 이미지를 구축했다는 긍정 평가가 나왔다. 정의당은 제7회 전국동시지방선거에서 광역 정당 득표율 8.97%를 얻었고, 2018년 7월 1주차 지지율은 10.4%로 2012년 창당 이후 가장 높은 지지율을 기록했다. 또한 민주평화당과 함께 공동 원내교섭단체 평화와 정의의 의원 모임을 꾸리면서 외연을 확장시키고 제도권 정치의 제대로 된 역할을 수행하게 되었다는 평가도 나온다. 이 대표는 공동 원내교섭단체 구성에 반발하는 의원들을 만나 끈질기게 설득한 것으로 알려졌다.
반면 심상정, 노회찬 의원을 잇는 '스타 정치인' 발굴에 실패하면서 지방선거 광역단체장 부문에서는 초라한 성적에 그쳤다는 부정적 평가도 나온다. 이상휘 세명대학교 교수는 "심상정 의원에 비해 이정미 의원의 중량감이 떨어지는 편"이라며 "기존 대표와 차별성을 가져가야 하는데 심상정 의원이 높은 대중성을 이미 확보한 상태"라고 전했다. 또 "민주당이 진보진영 목소리를 받아들이는 입장이 되면서 상대적으로 정의당의 차별성도 찾기 힘들어졌다"고 말했다.
노회찬 의원의 사망으로 평화와 정의의 의원 모임이 해체되었고, 이후 20대 국회 후반기 원구성에서 본인의 의사와 달리 환경노동위원회 고용노동소위에서 배제되었다. 고용노동소위는 노동 현안 법안을 심사하는 곳으로, 정의당은 "민주노동당 시절부터 진보정당이 노동소위에서 배제된 경우가 없었다"며 강력 반발했고 이 대표 본인도 "2004년도에 진보정당이 처음으로 원내에 입성한 이후에 심지어 지난 이명박·박근혜 정부에서도 진보정당을 환경노동위원회의 법안소위에서 배제한 경우는 없었다"며 재고를 요청했다.

## 경력
- 1984 한국외국어대학교 방송통신학과 입학(2년 중퇴)[10]
- 1988 주안5공단 영원통신 입사
- 1989 영원통신노동조합 결성, 해고[11]
- 1995 한국노동운동단체협의회 조직국장
- 1998 민주주의민족통일전국연합 조직국장
- 2000 민주주의민족통일전국연합 여성국장
- 2001 반미여성회 조직위원장
- 2003 반미여성회 집행위원장
- 2004 민주노동당 최고위원
- 민주노동당 서울 용산구 지구당 부위원장
- 2007 민주노동당 당대회 부의장
- 2008 민주노동당 대변인
- 2012. 5.~2012. 7. 통합진보당 혁신비상대책위원(대변인 겸직)
- 통합진보당 서울 영등포구 지역위원장
- 2012. 7.~2012. 9. 통합진보당 최고위원(대변인 겸직)
- 2012. 10.~2014. 8. 정의당 대변인
- 2013. 7.  정의당 부대표
- 2015. 7.~ 정의당 부설 미래정치센터 이사
- 2016. 5.~2020. 5. 제20대 국회의원(비례대표, 정의당)
  - 2016. 6.~2018. 4. 제20대 국회 전반기 환경노동위원회 위원
  - 2016. 6.~2018. 4. 제20대 국회 전반기 여성가족위원회 위원
  - 2016. 7.~2016. 10. 제20대 국회 가습기살균제 사고 진상규명과 피해구제 및 재발방지 대책마련을 위한 국정조사특별위원회 위원
  - 2018. 4.~2018. 5. 제20대 국회 전반기 환경노동위원회 간사
  - 2018. 7.~2020. 5. 제20대 국회 후반기 환경노동위원회 간사, 위원
  - 2019. 9.~2020. 5. 제20대 국회 후반기 예산결산특별위원회 위원
- 2016~조선산업발전과 조선산업 노동자의 고용 안정을 위한 국회의원 모임
- 2016~미래 산업과 좋은 일자리 포럼 회원
- 2016. 5.~2017. 7. 정의당 원내수석부대표
- 2016. 6.~정의당 정책미래내각 노동부 본부장
- 2016. 6.~국회기후변화포럼 연구책임의원
- 2016. 6.~동물복지국회포럼 공동대표
- 2016. 6.~국회시민정치포럼 공동대표
- 2016. 12.~2017. 3. 정의당 탄핵소추추진단 단장
- 2016. 12.~2017. 3. 탄핵심판 소추위원단
- 2017. 7.~2019. 7. 정의당 당대표
- 서울여성회 전문위원
- 북녘어린이영양빵공장 운영이사
- 자치코디네이터네트워크 대표
- 통일연대 여성위원회 부위원장
- 2019. 5. 국가기후환경회의 위원(정당)
- 2022. 10.~2023. 11. 정의당 당대표

## 저서
- '현장과 일꾼', 한국노동운동협의회, 1995, (유혜란과 공저)
- '진보의 합창', 폴리테이아, 2012, ISBN 9788992792301(박원석, 신언직과 공저)
- 소책자 '또 다른 이름의 출사표', 정의당, 2016[12]
- '정치의 의무', 북노마드, 2019

## 역대 선거 결과
|  | 13.03% |

|  | 4.17% |

|  | 0.00% |

|  | 7.23% |

|  | 18.38% |

|  | 3.17% |

## 소속 정당
| 소속 정당 | 소속 정당  | 소속 기간 | 비고           |
| --------- | ---------- | --------- | -------------- |
|           | 민주노동당 | 2000~2011 | 창당 정계 입문 |
|           | 통합진보당 | 2011~2012 | 합당           |
|           | 무소속     | 2012      | 탈당           |
|           | 진보정의당 | 2012~2013 | 창당           |
|           | 정의당     | 2013~2024 | 당명 변경      |
|           | 녹색정의당 | 2024      | 당명 변경      |
|           | 정의당     | 2024~2025 | 당명 변경      |
|           | 민주노동당 | 2025      | 당명 변경      |
|           | 정의당     | 2025~현재 | 당명 변경      |

## 같이 보기
- 대한민국 제20대 국회의원 선거 정의당 후보 목록#비례대표